# Phare de Dryad Point
Le phare de Dryad Point est un phare érigé sur l'île Campbell, proche de Bella Bella dans le Passage Intérieur, du District régional de Central Coast (Province de la Colombie-Britannique), au Canada. 
Ce phare est géré par la Garde côtière canadienne .
Ce phare patrimonial est protégé en vertu de la loi sur la protection des phares patrimoniaux (en)  en date du 29 mai 2015.

## Histoire
Le premier phare a été mis en service le 7 novembre 1899. C'était une petite tour carrée blanche en bois attachée à une maison en bois. La structure était blanche et la lanterne rouge. Il émettait une lumière fixe blanche. Il fut doté d'une première corne de brume à main en 1901 et d'une lumière rouge de secteur en 1903.
En 1919, une structure en béton armé a remplacé la tour en bois. Ce petit phare est un point de repère familier sur le Passage Intérieur parce que les bateaux doivent ralentir et faire un passage serré sur ce point.

## Description
Le phare actuel est une tour carrée blanche, avec galerie et lanterne rouge de 8,5 m de haut. Son feu à occultations émet, à une hauteur focale de 11,5 m, un éclat blanc et rouge, selon direction, toutes les 5 secondes. Une corne de brume automatique, à énergie solaire, datant de 1997 et toujours en fonction. Sa portée nominale est de 7 milles nautiques (environ 13 km). 
Il se trouve à environ 3 km de Bella Bella et n'est accessible qu'en bateau.
Identifiant : ARLHS : CAN-163 - Amirauté : G-5700 - NGA : 12072 - CCG : 0611 .
|                            |
| Carte du Passage Intérieur |

### Lien connexe
- Liste des phares de la Colombie-Britannique